# Sydney Olympic FC
Sydney Olympic Football Club – australijski klub piłkarski z siedzibą w Sydney w stanie Nowa Południowa Walia.

## Historia
Klub Sydney Olympic Football Club założony został w 1958 roku jako Pan Hellenic przez greckich emigrantów. Od 1961 roku Pan Hellenic występował w I lidze stanu Nowa Południowa Walia - NSW League Division 1. Występował w niej do 1976 roku. W 1977 już jako UTS Sydney Olympic przystąpił do nowo utworzonej National Soccer League. Po dwóch lata Sydney Olympic został zdegradowany przez zarząd NSL do New South Wales Super League; pomimo zajęcia w sezonie 1979 przedostatniego miejsca w lidze. Na ostatnim miejscu rozgrywki zakończyła drużyna South Melbourne FC. Po sezonie powrócił do NSL i występował w niej do jej rozwiązania w 2004, dwukrotnie ją wygrywając. Od 2004 występuje w NSW Premier League.

## Sukcesy

### Rozgrywki krajowe
- Mistrzostwo National Soccer League: 1990, 2002
- Wicemistrzostwo National Soccer League: 1984, 1986, 1989, 2003
- National Soccer League Cup: 1983, 1985
- finalista National Soccer League Cup: 1989, 1990

### Rozgrywki stanowe
- Mistrzostwo New South Wales Super League: 1980
- New South Wales Premier League Johnny Warren Cup: 2008
- Mistrzostwo New South Wales Premier League Club Championship: 2008

## Skład na sezon 2009/2010
| Nr | Poz. | Piłkarz            |
| -- | ---- | ------------------ |
| 1  | BR   | Michael Turnbull   |
| 2  | OB   | Bobby Dragas       |
| 3  | OB   | Emmanuel Zunino    |
| 4  | OB   | Mirko Jurilj       |
| 5  | OB   | Michael Cindric    |
| 6  | NA   | Emmanuel Giannaros |
| 7  | PO   | Peter McPherson    |
| 8  | PO   | Paul Wither        |
| 9  | PO   | Anthony Hartshorn  |
| 10 | PO   | Anthony Doumanis   |
| 11 | NA   | Tolgay Özbey       |
| 12 | OB   | Chris Triantis     |
| 13 | BR   | Mark Bosnich       |
| 14 | NA   | Daniel Taylor      |
| 15 | OB   | Tayfun Devrimol    |
| 16 | NA   | Jordan Simpson     |
| 17 | PO   | Iain Ramsay        |
| 18 | OB   | Adam Biddle        |
| 19 | OB   | Ken Chun           |
| 20 | PO   | Nikolas Tsattalios |

| Nr | Poz. | Piłkarz              |
| -- | ---- | -------------------- |
| 21 | BR   | Nestor Tsioustas     |
| 22 | PO   | Peter Zorbas         |
| 23 | OB   | Josh Lawson          |
| 24 | OB   | Daniel King          |
| 25 | NA   | Daniel Firth         |
| 26 | NA   | James Raiti          |
| 27 | OB   | David Smith          |
| 28 | PO   | Jin Kim              |
| 29 | OB   | Steven Biason        |
| 30 | OB   | Mitchell Stamatellis |
| 31 | PO   | Leon Pirrello        |
| 32 | OB   | Xavier Forsberg      |
| 33 | PO   | Jerry Kalouris       |
| 34 | OB   | Anthony Perri        |
| 35 | PO   | Scott Madden         |
| 36 | NA   | Jono Reis            |
| 37 | PO   | Adrian Pandolfa      |
| 38 | PO   | Steven Tibbetts      |
| 39 | NA   | James Monie          |
| 42 | PO   | Andre Gumprecht      |

## Piłkarze w historii klubu
- Mick Coady (1982-1984)
- Tim Cahill (1994-1996)
- Brett Emerton (1996-2000)
- Mark Brennan (1998-1999)
- Jason Čulina (1998-1999)
- Ian Rush (1999-2000)
- Clint Bolton (2001-2003)
- Glen Moss (2003-2004)
- Iain Fyfe (2003-2004)
- Siraj Al Tall (2007-2009)

## Trenerzy w historii klubu
- Charles N. Perkins (1961-1964)
- Ralé Rašić (1974)
- Joe Marston (1978-1979)
- Manfred Schäfer (1982-1986)
- Eddie Thomson (1986-1989)
- David Mitchell (1995-1996)
- Branko Čulina (1998-2001)
- Michael Urukalo (2005)
- Les Scheinflug (2006)
- Milan Blagojevic (2008)
- Aytek Genc (2009)
- Nick Theodorakopoulos (2009)
- Pat Marando (2009-)

## Sezony wNational Soccer League[2]
| Sezon     | Uzyskane Miejsce        |
| --------- | ----------------------- |
| 1977      | 12                      |
| 1978      | 8                       |
| 1979      | 13 (spadek)             |
| 1981      | 9                       |
| 1982      | 8                       |
| 1983      | 7                       |
| 1984      | 2                       |
| 1985      | 4 w Northern Conference |
| 1986      | 2                       |
| 1987      | 7                       |
| 1988      | 5                       |
| 1989      | 3                       |
| 1989-1990 | mistrzostwo             |
| 1990-1991 | 6                       |
| 1991-1992 | 2                       |
| 1992-1993 | 9                       |
| 1993-1994 | 6                       |
| 1994-1995 | 9                       |
| 1995-1996 | 3                       |
| 1996-1997 | 9                       |
| 1997-1998 | 9                       |
| 1998-1999 | 9                       |
| 1999-2000 | 9                       |
| 2000-2001 | 7                       |
| 2001-2002 | 5                       |
| 2002-2003 | mistrzostwo             |
| 2003-2004 | 8                       |